# Reuteroscopus tinctipennis
Reuteroscopus tinctipennis är en insektsart som först beskrevs av Knight 1925.  Reuteroscopus tinctipennis ingår i släktet Reuteroscopus och familjen ängsskinnbaggar. Inga underarter finns listade i Catalogue of Life.